# Harry Entwistle
Harry Entwistle, né le 31 mai 1940 à Chorley (Angleterre), est un prélat anglican australien converti au catholicisme. D'abord évêque d'Australie-Occidentale pour la Communion anglicane traditionnelle de 2006 à 2012, il rejoint finalement la pleine communion avec l'Église catholique pour laquelle il devient prêtre et ordinaire de l'Ordinariat personnel de Notre-Dame de la Croix du Sud de 2012 à 2019.

## Biographie
Après avoir étudié au St Chad's College (en), Harry Entwistle est ordonné prêtre le 20 septembre 1964 pour le diocèse anglican de Blackburn. 
Après avoir exercé différentes fonctions au sein des paroisses du Lancashire, il exerce la charge d'aumônier de prison de 1981 à 1988, notamment à la prison de Wandsworth.
En 1988, il émigre en Australie où il devient aumônier principal du Département des services correctionnels et pasteur au sein du diocèse de Perth, puis il est archidiacre et vicaire à Northam de 1992 à 1999 et devient enfin pasteur à Mount Lawley. Enfin, en 2006, il entre au sein de l'Église catholique anglicane d'Australie (en), affiliée à la Communion anglicane traditionnelle et se voit élire évêque d'Australie-Occidentale. Il est alors consacré le 24 novembre 2006 à Saint-Pierre d'Adélaïde par John Hepworth, assisté de Tolowa Nona, évêque du détroit de Torres, de ses évêques assistants Sania Townson et David Chislett et d'Arthur Stanley Goldsworthy, ancien évêque anglican de Bunbury. Entwistle devient alors parallèlement évêque auxiliaire de l'Église catholique anglicane d'Australie.
Finalement, il rejoint la pleine communion avec l'Église catholique en 2012. Marié et père de deux enfants, il est d'abord ordonné diacre, puis il peut être ordonné prêtre grâce à la constitution Anglicanorum Coetibus le 15 juin 2012 en la cathédrale Sainte-Marie de Perth par Mgr Timothy Costelloe (en). Il devient alors le premier ordinaire de l'Ordinariat personnel de Notre-Dame de la Croix du Sud. Peu de temps avant sa renonciation, le pape Benoît XVI le nomme également protonotaire apostolique. Il quitte sa charge le 26 mars 2019. 